# Кодиферо Алто (Ферара)
Кодиферо Алто је насеље у Италији у округу Ферара, региону Емилија-Ромања.
Према процени из 2011. у насељу је живело 52 становника. Насеље се налази на надморској висини од 0 м.